# 曠深本
曠深本（1703年—1762年），字資安，號檻泉，籍贯湖南衡山人，清朝政治人物 ，同武進士出身。清朝军事将领。

## 簡歷
康熙四十二年（1703年）生。自幼臂力過人，文武兼習。雍正二年（1724年）以童子試第一入武庠。雍正四年（1726年）中武解元，雍正八年（1730年）中武進士，分發江西候補守備。受制軍趙義赏识，署九江中軍都司，歷掌饒州、樟樹、建昌、南安、永豐、贛州、永新、鉛山以及袁州等營軍務。乾隆十一年（1746年），調任陝西陽平關守備。以忠於職守，勤於治軍，保轄區無事。乾隆十二年（1747年），大金川事起，两年后，朝廷以大學士傅恆為經略兼四川總督，率兵進剿，深本奉命參戰，以功封武德將軍，留守甘肅。
乾隆二十一年（1756年），深本奉甘肅都統之命出撫金廠、巴里坤等部落，不辱使命。以功進懷遠將軍，旋升山丹營游擊。乾隆二十五年（1760年），轉江西建昌總兵。深本戎馬二十餘年，為官清廉，不攜家眷，至建昌方接妻兒相隨。乾隆二十七年（1762年）卒於建昌任內。遺屬扶柩還鄉，歸葬南嶽。其墓至今尚存。
翰林曠敏本为其从兄。